# Bryton McClure
Pour les articles homonymes, voir McClure.
Bryton McClure également connu sous le nom de Bryton James est un acteur et chanteur américain né le 17 août 1986 à Lakewood, Californie aux États-Unis. Il est notamment connu pour avoir interprété le rôle de Richie Crawford dans la série La Vie de famille et pour son rôle dans Les Feux de l'amour où il interprète le rôle de Devon Hamilton.

## Jeunesse
Bryton est né à Lakewood et a vécu à Fullerton en Californie. Son père, Eric, était musicien et auteur-compositeur et producteur de musique.

## Carrière
Bryton James a commencé sa carrière à la télévision à l'âge de 2 ans. Il est apparu dans des publicités dont une d'elles était avec Michael Jackson. À l'âge de 4 ans, il commença à jouer le rôle de Richie Crawford dans la série La Vie de famille où il est apparu de 1990 à 1997.
Depuis 2004, il interprète le rôle de Devon Hamilton dans le soap opéra, Les Feux de l'amour. En 2007, il a remporté le Daytime Emmy Award du meilleur jeune acteur dans une série dramatique et a été nommé pour le même prix en 2006 et 2008. Après avoir été nommé pour le NAACP Image Award du meilleur acteur dans un soap opera de 2005 à 2008, Bryton a remporté le prix en 2009.
Depuis, Bryton est apparu dans des séries télévisées comme Vampire Diaries.

## Vie personnelle
Bryton adore le karting, le snowboard et les jeux vidéo.
Bryton a épousé Ashley Leisinger le 16 mars 2011. La cérémonie a été présidée par sa co-vedette des Feux de l’amour, Christian LeBlanc.  En juin 2014, Bryton a confirmé que lui et Ashley avaient divorcé, mais qu’ils restaient amis. En mai 2019, il a commencé à sortir avec sa co-star Brytni Sarpy.
Bryton est le parrain du fils de Christel Khalil, Michael Caden. Il est également le parrain de son autre co-star des Feux de l’Amour, le fils aîné de Daniel Goddard, Ford.
Bryton est porte-parole de nombreuses organisations caritatives et a fondé RADDKids (Recording Artists, Actors, and Athletes Against Drunk Driving) en 1996.

## Chanson
Son titre le plus connu est Ooh, the way I fell about you qu'il a chanté pour la série allemande Star 2000

## Filmographie

### En tant qu'acteur
- 1990-1997 : La Vie de famille (série télévisée) : Richie Crawford (principal saisons 2 à 7, récurrent saisons 8 et 9)
- 1998 : Le Petit Malin (série télévisée) : Cory (saison 2, épisode 15)
- 2003 : The Brothers Garcia (série télévisée) : Hector (saison 4, épisode 10)
- Depuis 2004 : Les Feux de l'amour (série télévisée) : Devon Hamilton
- 2017 : The Intruders de Gregori J. Martin : Cory (film)
- 2010-2011 : Vampire Diaries (série télévisée) : Luka Martin (récurrent saisons 2)

### En tant que doubleur
- 1999 : The Kids from Room 402 : Freddie Fay
- 2000 : Le Livre de la Jungle : Groove Party : Mowgli (jeu vidéo)
- 2010-2011 : Zevo-3 : Jason James / Z-Strap
- 2010 : LEGO HERO Factory: Rise of the Rookies : Déferler
- 2010-2013 : Hero Factory : Mark Surge
- 2012-2014 : Winx Club : Roy / Voix additionnel
- 2013 : Miles Across the Sea : Eli
- 2013-2023 : La Ligue des justiciers : Nouvelle Génération : Virgil Hawkins / Static, M'Chiste
- 2014 : Star Wars Rebels : Zara Leonis
- 2015 : DC Super Friends : Cyborg
- 2021-2022 : Pacific Rim : The Black : Corey
- 2022 : Tales of the Jedi : Simu

## Voix francophone
- Paolo Domingo dans :
  - Les Feux de l'Amour (série télévisée)
  - Vampire Diaries (série télévisée)

- Patricia Legrand dans La Vie de famille (série télévisée)
- Nicolas Matthys dans Star Wars Rebels (série d'animation)
- Hervé Grull dans Tales of the Jedi (série d'animation)